# ビジネス英会話
『ビジネス英会話』（ビジネスえいかいわ）は、NHKラジオ第2放送で2002年から2008年まで放送されていた語学講座の一つであった。

## 放送時間
2006年度の放送時間は次の通りであった。
本放送
- 月 - 土曜： 23:15 - 23:30
月と火、水と木、金と土は同内容の週3レッスンであった。

　1つのレッスンを6セット（再放送と合せて12回）に分けて放送しており、1週目の毎日と2週目最初の月曜・火曜の4セット（8回）がその回のスキット、2週目の水曜・木曜のセットがそのレッスンの復習、2週目金曜と土曜はこのスキットに関する杉田氏と松下の座談であった。ただし月曜が5週ある場合は、その週のレッスンが1週間・3セット（6回）のみで完結する物もあった（この場合は復習と座談は省略される）
再放送
- 日曜： 11:00 - 11:45
1週間の3本分をまとめて放送していた。

## 歴史
- この番組の前身である「やさしいビジネス英語」は1987年4月に始まった。当初は、月曜から土曜の22:40から23:00の20分間（再放送は日曜の11:00から13:00）で、放送内容は毎日異なるものであった(1996年以降は、10月から翌年3月までは、4月から9月までの再放送)。そのときの講師は杉田敏で、番組が終了する2002年3月まで15年間に渡り講師を務めた。
- 2002年4月にNHK各国語学講座の再編が行われ、番組名が「ビジネス英会話」となり、放送時間も22:40から22:55の15分間に短縮されるが、講師は引き続き杉田で変わらず、内容も毎日異なっていた。
- 2003年3月に、杉田は両番組を通算して16年続けた講師を一旦辞めることになる。
- 2003年4月からは、明星大学の教授である田中宏昌を講師に迎える。このとき放送時間が22:45から23:00に変更となり、放送パターンも月と火、水と木、金と土は同内容の週3レッスンといった現在のスタイルに変化する。
- 2004年4月には、慶應義塾大学講師の日向清人が講師となる。アシスタントは松下クリスとジャック・マルジ。このときの内容は、大学教養課程などに見られるいわゆる「ビジネス英語」の講座を会話に重点を置いて再構成したようなもので、杉田氏の講座とはやや方向性が異なるが、番組名通りの内容。日向には法律事務所勤務の経歴があり、そのためか法律・会計方面が手厚い内容であった。リスナーの反応としては、その実践的な内容を支持するものと、杉田の講座のような時事英語の要素を期待して物足りなさを訴えるものとに分かれたようである。なお、日向は自身のBlogの中で多様なNHK批判を繰り広げている(外部リンク参照)。
- 2004年10月より、再び杉田が講師（アシスタントは松下クリス）となった。
- 2006年4月より放送時間が前述の時間に変更となった。
- この頃よりインターネットラジオ放送の実験サービスが始まった（ビジネス英会話ホームページにて。ラジオ放送翌週に前週分をアップし、以後2週間放送されている）。
- 2008年4月からは、入門ビジネス英語（月・火）、実践ビジネス英語（水・木・金）と二段構成になり、放送時間も月曜日から金曜日までは22:35から22:50（再放送は、入門・実践をまとめて、10:00から11:15）に変更された。
- 2021年4月から「ラジオビジネス英語」と、元の1講座制に戻る。レベルはB1-C1である[1]。

## シリーズ
- 杉田敏
  - 沢崎昭一編（1987年4月 - 1991年9月）　　　　　　　　　
  - 宮川輝行編（1991年10月 - 1996年3月）
  - 荒木裕美編（1996年4月 - 2002年3月）
  - 大滝怜治編（2002年4月 - 2003年3月）
  - 高橋修三編（2004年10月 - 2008年3月）
  - 志賀洋編（2008年4月 - 不明）
  - 上田翔太編（不明 - 2021年3月）
- 田中宏昌
- 日向清人